# Unsung Heroes
Unsung Heroes är det finländska folk/melodisk death metal-bandet Ensiferums femte studioalbum, utgivet i augusti 2012 på Spinefarm Records och i Japan på Thunderball667 i oktober samma år.
"Burning Leaves" släpptes som singel och en musikvideo spelades in till "In My Sword I Trust".
Medlemmar från Die Apokalyptischen Reiter bidrog med gästsång.

## Låtlista
1. "Symbols" (instrumental) – 1:51
2. "In My Sword I Trust" – 5:20
3. "Unsung Heroes" – 5:55
4. "Burning Leaves" – 6:03
5. "Celestial Bond" – 4:15
6. "Retribution Shall Be Mine" – 4:27
7. "Star Queen (Celestial Bond Part II)" – 5:55
8. "Pohjola" – 6:05
9. "Last Breath" – 4:29
10. "Passion, Proof, Power" – 17:00

Bonusspår på digibookutgåvan
1. "Wrathchild" (Iron Maiden-cover) – 3:15
2. "Bamboleo" (Gipsy Kings-cover) – 3:45

## Medverkande
Musiker
- Petri Lindroos – growl, gitarr
- Markus Toivonen – gitarr, akustisk gitarr, dulcimer, bouzouki, sång, bakgrundssång, körsång
- Sami Hinkka - basgitarr, akustisk gitarr, sång, growl, körsång
- Emmi Silvennoinen - keyboard, piano, hammondorgel, tramporgel, bakgrundssång
- Janne Parviainen – trummor, körsång

Bidragande musiker
- Laura Dziadulewicz - sång
- Ulla Bürger - sopransång
- Lassi Logrén - nyckelharpa
- Tuomas Nieminen - körsång
- Petteri Lehikoinen - körsång
- Timo Väänänen - kantele
- Pasi Puolakka - flöjt
- Tapio Kuosma - körsång
- Kasper Mårtenson - moogsynthesizer
- Tanja Varha - körsång
- Bianca Hösli - körsång
- Heidi Parviainen - körsång
- Vesa-Matti Loiri - berättarröst
- Miska Engström - körsång
- Hiili Hiilesmaa - körsång
- Volkmar "Volk-Man" Weber - sång
- Adrian "Ady" Vogel - sång
- Daniel "Fuchs" Täumel - sång
- Mikko P. Mustonen - orkestrering, visslor, körsång

Produktion
- Hiili Hiilesmaa – producent, inspelningstekniker, mixning
- Svante Forsbäck – mastering
- Mikko P. Mustonen – körarrangemang
- Kristian Wåhlin – albumkonst
- Antti Salminen – bookletdesign
- Tuomas Tahvanainen – logotyp